# Волков, Иван Ефремович
Иван Ефремович Волков (1907—1976) — генерал-майор Советской Армии, участник Великой Отечественной войны.

## Биография

Могила Волкова на Преображенском кладбище Москвы.

Иван Ефремович Волков родился 15 июля 1907 года в посёлке Королёвка (ныне — в черте города Смоленска). В сентябре 1926 года он был призван на службу в Рабоче-Крестьянскую Красную Армию. В 1931 году он окончил Московскую военно-инженерную школу имени Коминтерна, после чего служил в частях противовоздушной обороны Московского и Ленинградского военных округов. В 1937 году Волков с отличием окончил Ленинградские курсы усовершенствования командного состава зенитно-прожекторных частей.
Начало Великой Отечественной войны Волков встретил в должность командира 1-го прожекторного полка, совмещая службу с учёбой на вечернем отделении Военной академии имени М. В. Фрунзе. Полк Волкова участвовал в битве за Москву, сбив порядка 300 самолётов противника. В июле 1943 года этот полк был преобразован в 1-ю зенитно-прожекторную дивизию Особой Московской армии ПВО (впоследствии — Московской группы ПВО Центрального фронта ПВО), которая продолжала нести охрану московского неба.
В сентябре 1945 года дивизия Волкова была преобразована в 1-й гвардейский зенитно-прожекторный полк, которым он продолжал командовать в течение трёх лет. С сентября 1948 года Волков служил заместителем командира, командиром 2-й зенитно-прожекторной дивизии. 31 мая 1954 года ему было присвоено воинское звание генерал-майора. С октября 1955 года Волков возглавлял радиотехнические войска Московского округа ПВО. В октябре 1959 года он был уволен в запас. Проживал в Москве. Скончался 21 апреля 1976 года, похоронен на Преображенском кладбище Москвы.
Был награждён орденами Ленина, два ордена Красного Знамени, Отечественной войны 1-й и 2-й степеней, двумя орденами Красной Звезды и рядом медалей.